# According to Seniority
According to Seniority è un cortometraggio muto del 1913 diretto da Harry Lambart.

## Produzione
Il film fu prodotto dalla Vitagraph Company of America.

## Distribuzione
Distribuito dalla General Film Company, il film - un cortometraggio in una bobina - uscì nelle sale cinematografiche statunitensi il 31 agosto 1913.